# Niezapominajka wczesna
Niezapominajka wczesna (Myosotis praecox Hüllph.) – gatunek roślin z rodziny ogórecznikowatych (Boraginaceae Juss.). Endemit regionu bałtyckiego. Występuje na wybrzeżach Bałtyku w Szwecji, na Uznamie i Wolinie. W Polsce znana z dwóch stanowisk: Międzyzdroje i Karsibór.

## Biologia i ekologia
Bylina, halofit. Rośnie na słonych łąkach i w szuwarach. Kwitnie od czerwca do lipca. Liczba chromosomów 2n=64 lub 66. 

## Zagrożenia
Kategorie zagrożenia gatunku:
- Kategoria zagrożenia w Polsce według Czerwonej listy roślin i grzybów Polski (2006)[4]: E (wymierający, krytycznie zagrożony).
- Kategoria zagrożenia w Polsce według Polskiej Czerwonej Księgi Roślin (2001): VU (narażony na wyginięcie).

Objęty ochroną ścisłą.